# Malinconico autunno (album)
Malinconico autunno è il decimo album in studio della cantante italiana Consiglia Licciardi, pubblicato nel 2018 dall'etichetta discografica Phonotype Record.

## L'album
L'album è un lavoro  discografico legato al libro di Peppe Licciardi Da Vico Paradiso al Paradiso e ritorno - Storia di Peppe e Consiglia Licciardi fratelli in musica nel ventre di Napoli.
Da esso sono stati tratti dei piccoli passi inseriti all'interno dell'album.
In questo lavoro, composto da undici tracce di cui otto edite degli anni '60 presentate in vari Festival di Napoli più due inedite di Peppe Licciardi. 
Come spiega la Licciardi nella pagina di presentazione, l'album riprende musicalmente le canzoni che hanno scandito il ritmo e il tempo nei momenti salienti della sua vita attraverso il racconto autobiografico edito da zona editore.

## Tracce
1. Malinconico autunno – 4:41 (testo: V. De Crescenzo – musica: Rendine)
2. Sarrà...chi sa (feat. Fausto Cigliano) – 3:28 (testo: R. Forlani – musica: R. Murolo)
3. Ammore amaro – 4:19 (testo: Carbone – musica: Genta)
4. Segretamente – 5:09 (testo: Annona – musica: Romeo)
5. Donna Concetta – 2:40 (P. Daniele)
6. Indifferentemente – 3:19 (testo: Martucci – musica: Mazzocco)
7. Tu si' na cosa grande – 4:40 (testo: Gigli – musica: Modugno)
8. Cunsigliella de' ppianelle – 3:33 (P. Licciardi)
9. Na bruna – 4:31 (testo: Langella – musica: S. Bruni)
10. Amaro è 'o bene – 4:13 (testo: S. Bruni – musica: S. Palomba)
11. Passa 'o tiempo – 1:49 (P. Licciardi)

## Formazione
- Emidio Ausiello: percussioni
- Sasà Mendoza: piano Rhodes, piano classico e pad
- Vittorio Cataldi: piano classico
- Gianni Dell'aversana: chitarra classica
- Peppe Licciardi: chitarra classica, mandolino
- Sasà Piedepalumbo: piano sint
- Franco Ponzo: chitarra acustica, chitarra elettrica
- Biagio Orfitelli: contrabasso
- Agostino Oliviero: violino
- Adriano Coco: Fender Jazz Bass
- Luigi Di Nunzio: Ewi Sax
- Giuseppe Branca: flauto traverso
- Dario Bassolino: sinth & pad